# Симонова, Юлия Сергеевна
Юлия Сергеевна Симонова (род. 16 февраля 1977, Тюмень, Россия) — российская оперная певица (сопрано), камерная исполнительница, хоровой дирижёр, педагог, режиссёр и сценарист. Лауреат престижных международных конкурсов, обладательница наград правительства Санкт-Петербурга, солистка ведущих оперных театров России, включая Мариинский театр, Большой театр и Михайловский театр.

## Биография
Родилась в творческой музыкальной семье. Мать – Людмила Леонидовна Покутняя (урождённая Новакаускайте), пианистка и педагог; отец — Сергей Григорьевич Симонов, художник-оформитель. Музыкальные традиции семьи продолжили дед — Леонас Новакаускас, хоровой дирижёр, и дядя — Виктор Новакаускас, джазовый пианист и педагог.
Юлия окончила с отличием Детскую музыкальную школу им. С. С. Ляховицкой (класс фортепиано, педагог  Зора Менделеевна Цукер). В 1994 году завершила обучение в Санкт-Петербургском музыкальном училище им. Н. А. Римского-Корсакова по специальности «Хоровое дирижирование» в классе Владимира Александровича Маркина. Высшее образование получила в Санкт-Петербургской государственной консерватории им. Н. А. Римского-Корсакова на вокально-режиссёрском факультете (2002–2007), где училась у народной артистки СССР, профессора Ирины Петровны Богачёвой. В 2010 году окончила аспирантуру консерватории под её руководством.

## Творческая карьера
Певица обладает разнообразным оперным и камерным репертуаром, включающим произведения русских, зарубежных, советских и российских композиторов. Карьера началась с дебюта в Мариинском театре в 2000 году. С 2001 по 2007 год она работала в хоре Мариинки, участвуя во всех постановках и гастролируя с театром. Первые сольные партии на сцене Мариинского театра включали роли Маши в «Пиковой даме» П.И. Чайковского, Лавочницы в «Войне и мире» С.С. Прокофьева, а также партии в «Турандот» Дж. Пуччини и других спектаклях. В 2004 году дебютировала на сцене Государственного академического Большого театра России. С 2005 по 2010 год являлась приглашённой солисткой Большого театра, с 2006 по 2015 год — солистка Михайловского театра. Особое место в репертуаре певицы заняла оперетта. За исполнение роли Сильвы (оперетта Кальмана "Сильва") и Елены ("Прекрасная Елена" Оффенбаха) Юлия была удостоена престижных театральных наград.
Основные оперные партии:
- Татьяна — «Евгений Онегин» (П. И. Чайковский)
- Иоланта — «Иоланта» (П. И. Чайковский)
- Мими — «Богема» (Дж. Пуччини)
- Елена — «Прекрасная Елена» (Ж. Оффенбах)
- Микаэла — «Кармен» (Ж. Бизе)
- Анна Австрийская — «Три мушкетёра» (А. В. Чайковский)
- Русалка — «Русалка» (А. Дворжак)
- Маша — «Пиковая дама» (П. И. Чайковский)
- Лавочница — «Война и мир» (С. С. Прокофьев)
- Сильва — «Сильва» (И. Кальман)

Сотрудничает с известными отечественными и зарубежными композиторами, дирижёрами и режиссёрами, среди которых Ф. Мансуров, А. Ведерников, В. Гергиев, А. Сладковский, П. Сорокин, П. Клиничев, Ф. Мастранжело, Р. Лютер, А. Кончаловский, С. Гаудасинский, Ф. Замбелло и другие.

### Педагогическая деятельность
С 2011 года Юлия Сергеевна передаёт свой опыт юным дарованиям в Школе вокального искусства имени Ирины Богачёвой.
С 2014 года Юлия Симонова является художественным руководителем Образцового коллектива Санкт-Петербурга Детского оперного театра Дворца учащейся молодёжи, коллектив осуществил постановки детских музыкальных спектаклей, стал лауреатом всероссийских конкурсов, участвовал в значимых фестивалях и мероприятиях Санкт-Петербурга. В 2025 году театр получил поздравления с юбилеем от Сергея Осколкова, Дмитрия Казакова (режиссёра Мариинского театра), Ольги Кох (режиссёра Михайловского театра) и других.
Репертуарные спектакли театра:
- «Кот в сапогах» (С. Горковенко)
- «Муха-Цокотуха» (М. Красев)
- «Снегурочка» (Н. А. Римский-Корсаков)
- «История Кая и Герды» (С. Баневич)
- «Стойкий оловянный солдатик» (С. Баневич)
- «Евгений Онегин» (П. И. Чайковский)
- «Да здравствует Опера», музыкальная фантазия (автор сценария Ю. Симонова)

### Творческое объединение «Артист и КО»
В 2000 году в Гимназии № 116 была основана вокально-театральная студия «Артист и КО», художественным руководителем и режиссёром которой стала Юлия Сергеевна Симонова, а музыкальным руководителем и автором идеи — её мать, Людмила Покутняя. За годы существования студия воспитала юных артистов и стала победителем различных театральных конкурсов и фестивалей. Одним из ключевых достижений стало звание Лауреата Международного Брянцевского фестиваля детских театральных коллективов — студия получила его за постановку спектакля С. Горковенко «Кот в сапогах». Спустя 10 лет активной творческой работы студия переросла в Детский Оперный Театр, а творческое объединение «Артист и КО» активно участвует в духовно-просветительских и патриотических проектах. Коллектив стал участником мероприятия, посвященного 800-летию со дня рождения святого благоверного великого князя Александра Невского, проводимого Санкт-Петербургской Митрополией, а также многих конкурсов и фестивалей, посвященных Дню Победы в Великой Отечественной войне, среди них звание Лауреата I степени Всероссийского патриотического фестиваля «День Победы», звание Лауреата конкурса «Неизвестные песни военных лет» и других. Успешно сотрудничает с Государственным академическим русским оркестром имени В.В. Андреева, участвует в ежегодном международном фестивале искусств «Сергей Осколков и его друзья», а также в просветительских акциях, таких как Географический диктант, проводимого совместно с Военно-космической академией имени А.Ф. Можайского. Помимо образовательной деятельности творческое объединение проводит камерные вечера и концерты на ведущих площадках России.

## Награды и премии
- Молодёжная премия — 2003
- I премия Международного конкурса-фестиваля «Три века классического романса» (2003, Санкт-Петербург)
- Номинант на высшую театральную премию «Золотой Софит» (роль Елены в оперетте Ж. Оффенбаха «Прекрасная Елена», 2008)
- Дипломант III Международного конкурса молодых оперных певцов Елены Образцовой
- Лауреат конкурса им. С. В. Рахманинова
- I премия Международного форума-конкурса им. С. М. Слонимского (диплом за артистизм)
- Премия правительства Санкт-Петербурга за главную роль в оперетте И. Кальмана «Сильва»
- Премия правительства Санкт-Петербурга «Лучший педагог дополнительного образования — 2021»